# Букачачлаг
Букачачинський ВТТ (рос. БУКАЧАЧИНСКИЙ ИТЛ, Букачачлаг) — підрозділ, що діяв в системі виправно-трудових установ СРСР.

## Історія
Букачачлаг був організований 19.04.38. Управління Букачачлага розміщувалося в селищі Букачача, Читинська область. В оперативному командуванні воно підпорядковувалося спочатку Головному управлінню виправно-трудових таборів (ГУЛАГ), потім Головному управлінню паливної промисловості (УТП) і згодом Головному управлінню таборів гірничо-металургійної промисловості (ГУЛГМП).
Максимальна одноразова кількість ув'язнених могло досягати понад 62 000 осіб.
У 1940 році на базі одного з табірних відділень Букачачлага був організований Гусино-Озерський ВТТ.
Основним видом виробничої діяльності ув'язнених було обслуговування робіт на Букачачинському вугільному розрізі, залізничне і дорожнє будівництво.
Букачачлаг припинив своє існування в 1942 році.